# CoRoT-18b
CoRoT-18b là một ngoại hành tinh được kính viễn vọng không gian CoRoT tìm thấy vào năm 2011.